# Lelio Falconieri
Pour les articles homonymes, voir Falconieri.
Lelio Falconieri (né en 1585 à Florence, alors capitale du Grand-duché de Toscane, Italie, et mort le 14 décembre 1648 à Viterbe) est un cardinal italien du XVIIe siècle.
Il est le grand-oncle du cardinal Alessandro Falconieri (1724) et un parent du cardinal Chiarissimo Falconieri Mellini (1838).

## Biographie
Lelio Falconieri étudie à l'université de Pérouse. Il est gouverneur de San Severino, référendaire du tribunal suprême de la Signature apostolique, gouverneur de Spolète, vice-gouverneur de Bénévent et gouverneur de Campagne et Maritime. Pendant le pontificat d'Urbain VIII il est nommé à la Congrégation du Concile et commissaire général d'Ombrie et Romagne.
Il est nommé archevêque titulaire de Thèbes (de) en 1634 et est consacré le 10 décembre de la même année par Giulio Cesare Sacchetti avec comme co-consécrateurs Niccolò Sacchetti (en) et Ludovico Serristori (en). Il est envoyé comme nonce apostolique en Flandre (en), mais doit retourner à Rome, à cause de sa santé. Il est alors nommé secrétaire de la Congrégation des évêques.
Il est créé cardinal par le pape Urbain VIII lors du consistoire du 13 juillet 1643.
Le cardinal Falconieri est légat apostolique à Bologne. Il participe au conclave de 1644, lors duquel Innocent XI est élu pape.